# パイント
パイント（英語: pint、記号：pt）は、ヤード・ポンド法における体積の計量単位である。日本では如何なる場合でも取引・証明に使用することは禁止されている。
他のヤード・ポンド法の体積の単位同様、パイントも、アメリカとイギリスで異なる値が使用されており、アメリカには2種類の値のパイントがある。いずれも、8パイントが1ガロンである。
- 英パイント：20英液量オンス = 0.56826125リットル
- 米液量パイント：16米液量オンス = 0.473176473リットル
- 米乾量パイント：0.5506104713575リットル

メートル法への移行のため、現在イギリスでは、パイントは（例えばパブなどでの）グラス入りのビールやサイダーの販売および牛乳の販売（メートル法の単位も使用されている）にのみ使用されている。多くの料理のレシピにおける材料の量の表示は、ヤード・ポンド法とメートル法の両方が使用されているが、パイントは大量の液体の量（おおむね500ミリリットル以上）の表示にのみ使用されている。
フランス語ではパント（pinte)。メートル法より前に使用されていた液量単位で、パリのパントは、約952.146ミリリットル、シャリュス（ボルドーのあるアキテーヌ地方のコミューン）のパントは2.380リットルであった。 バーでは1.07リットル。

## 歴史
英パイントは、当初は8ポンドの小麦粉の体積として定義されるガロンを元に定義された。他にも様々なガロンがあり、それぞれのガロンに対してパイントが定められていた。
アメリカでは、イギリスのワインガロン（1707年に231立方インチと定義された）を標準の液体の計量単位と定め、そこから米液量パイントが定められた。イギリスのコーンガロン（ウインチェスターブッシェルの8分の1、約268.8立方インチ）から米乾量パイントが定められた。
1824年、イギリス議会は1ガロンを「華氏62度における10ポンドの蒸留水の体積」（277.42立方インチ）と定めた。英パイントはこのガロンに基づくものである。現在では、正確に0.56826125リットルと定義されている。
イギリスは1965年にメートル法に移行したが、以降も計量単位であるパイントの使用を続けている。

## 日本での使用禁止
日本においては、輸出入や航空関係の限られた分野でのみ、ヤード・ポンド法によるいくつかの計量単位を、当分の間、取引・証明に用いることができる。この場合、体積の単位として使用することができる単位は、立方ヤード、立方インチ、立方フィート、米液用オンス、英液用オンス、ガロンに限られる。したがって、パイントは如何なる場合でも使用することができない（ヤード・ポンド法#計量法で認められている計量単位）。
日本において、計量単位としてパイントが使われることはないが、パイントに由来する法定計量単位（ミリリットルなど）が使われることがある。アイスクリームは473ミリリットル（1米液量パイント）入り容器で販売されることがある。また、バー、アイリッシュ・パブなどイギリス系のビールを提供する店においては、ビールが568ミリリットル（英パイント）で供されるのが通例であり、1パイントとオーダーすることがある。
沖縄県においては、牛乳などの紙パック入り飲料は、473ミリリットル（1米液量パイント）や946ミリリットル（2米液量パイント=1クォート）が一般的である（他地域での500ミリリットルや1リットルに相当）。これはアメリカ合衆国による沖縄統治の名残である。